# Amelia Windsor
Amelia Windsor (Amelia Sophia Theodora Mary Margaret Windsor, 24 d'agost de 1995) és una model britànica i membre de la Família Reial Britànica. En 2021 ocupava el lloc 41è en la línia de successió al tron britànic.

## Vida primerenca i família
Lady Amelia Windsor va néixer el 24 d'agost de 1995 a l'Hospital Rosie a Cambridge i va ser batejada el desembre de 1995 a la Capella Reial del Palau de Saint James. És la filla menor de George Windsor i Sylvana Tomaselli. El seu avi patern és el príncep Eduard de Kent, que és cosí germà d'Elisabet II. Els seus besavis paterns van ser Jordi de Kent i Marina de Grècia i Dinamarca, neta de Jordi I de Grècia i cosí de Felip d'Edimburg. A través de la seva àvia paterna Catalina de Kent, és besneta de Sir William Worsley de Hovingham, IV baronet. Per línia materna descendeix la noble família austríaca Tomaselli. Lady Amelia és la germana petita d'Edward Windsor, Lord Downpatrick, i Lady Marina Charlotte Windsor. És cosina tercera de Guillem de Cambridge i Enric de Sussex.

## Carrera
Lady Amelia va signar amb l'agència Storm Model Management. En 2016 va ser la noia de portada de Tatler. Al febrer de 2017 va desfilar per a Dolce & Gabbana a la Milan Fashion Week. També va desfilar per la col·lecció 2019 de Dolce & Gabbana. Va figurar a la portada de 2017 de Vogue Japó. En 2018, Lady Amelia va llançar una línia de calçat amb Penelope Chilvers i va fer de model en una campanya gravada a Espanya.
Lady Amelia ha treballat per Chanel, Azzedine Alaia i com interna per BVLGARI.

## Vida personal
Després de graduar-de St Mary's School, Lady Amelia va passar un any sabàtic a l'Índia i Tailàndia abans d'estudiar francès i italià a la Universitat d'Edimburg.
Lady Amelia va ser nominada a la llista de millor vestits de Vanity Fair en 2017. Va ser nomenada per Tatler "el membre més atractiu de la Família Reial Britànica".